# Adolphe Gusman
Adolphe Gusman, né Gusmand en 1821 à Paris où il est mort en 1905, est un dessinateur, graveur et illustrateur français.

## Biographie
Issu d'une famille originaire d'Espagne, né Gusmand à Paris le 14 décembre 1821, Adolphe prend le nom de « Gusman » pour signer la plupart de ses travaux. Doué pour le dessin, il a pour maîtres en gravure Henri-Désiré Porret et Jean Birouste (1813-?). Il pratique surtout le bois et moins souvent l'eau-forte.
Il fait ses débuts au Salon de Paris en 1848 avec quatre bois d'interprétation. Il est présent à ce salon régulièrement jusqu'en 1891 et devient membre du Salon des artistes français. En 1857, il obtient la médaille d'or en gravure pour les Noces de Cana de Véronèse d'après un dessin de Guillaume Cabasson.
Il est principalement connu comme interprète de Gustave Doré, Louis Français, Gustave Staal, pour des xylographies publiées entre autres dans Le Magasin pittoresque et L'Univers illustré. On lui doit aussi une remarquable édition illustrée des Trois Mousquetaires (1849), d'après des dessins de Vivant Beaucé, et une collaboration active à l'édition de l‘Histoire des peintres de toutes les écoles de Charles Blanc (à la Librairie Renouard, 1861-1876). Il fut l'interprète de la première gravure sur bois gouachée, dessiné par Charles-François Daubigny.
Marié à Marie Émilie Cleftie, le couple a deux fils dont Pierre Gusman, peintre et graveur, et qui fut son élève. Il forma nombre de jeunes gens à la gravure dont Émile Thomas et les fils de Tony Beltrand.
Il meurt à Paris le 24 mars 1905, en son domicile au 22, rue Lalande.
Amateur de chevaux et cavalier hors-pair, Adolphe Gusman est en revanche moins connu pour son œuvre littéraire qui semble être restée inédite.

## Conservation
Le Museum d'histoire naturelle (Paris) conserve plusieurs dessins animaliers de William Henry Freeman gravés et signés Gusmand, publiés dans Le Magasin pittoresque (1851-1855).
La Bibliothèque nationale de France possède en son fonds plusieurs estampes d'après Gustave Doré.